# 张龙翔
张龙翔（1916年3月—1996年10月），男，浙江吴兴人，中国生物化学家。曾于1980年代前期擔任北京大学校长。